# گرگ دریا (فیلم ۱۹۲۰)
«گرگ دریا» (انگلیسی: The Sea Wolf) یک فیلم به کارگردانی جورج ملفورد است که در سال ۱۹۲۰ منتشر شد.

## بازیگران
- نوآ بیری در نقش گرگ دریا
- میبل جولین اسکات
- تام فرانک
- جیمز گوردون
- ریموند هاتون
- ای ادوارد سادرلند
- والتر لانگ
- فرد هانتلی
- کاموئلا کوپر سیرل
- پگی پیرس

## نگارخانه
<gallery widths="150px" heights="200px" perrow="3">
File:The Sea Wolf (1920) - Ad 5.jpg
File:The Sea Wolf (1920) - Ad 3.jpg
File:The Sea Wolf (1920) - Ad 4.jpg